# Tawai Keiruan
Tawai Keiruan (* 3. September 1972 auf Tanna) ist ein vanuatuischer Leichtathlet.

## Karriere
Keiruan nahm an zwei Olympischen Sommerspielen für sein Land teil, zunächst bei den Olympischen Sommerspielen 1992 in Barcelona, wo er die 5000 Meter lief und als 13. von 14 Startern ins Ziel kam, sich also nicht für das Finale qualifizierte, vier Jahre später bei den Olympischen Sommerspielen 1996 in Atlanta kam er über die 1500 Meter als Letzter in Ziel, so dass er sich erneut nicht für die nächste Runde qualifizierte. In diesem Jahr war er auch Fahnenträger für sein Land.